# Boalt, Örkelljunga kommun
Boalt är en bebyggelse i Örkelljunga kommun i Skåne län. SCB hade för orten mellan 1990 och 2015 avgränsat en småort. år 2023 blev den åter klassad som småort.
Boalt omtalas första gången i en jordebok från omkring 1523, och omfattade då två kronobönder. 1671 fanns sammanlagt sju åbor på de båda hemmanen.

## Befolkningsutveckling
| Befolkningsutvecklingen i Boalt 1990–2010 | Befolkningsutvecklingen i Boalt 1990–2010 | Befolkningsutvecklingen i Boalt 1990–2010 | Befolkningsutvecklingen i Boalt 1990–2010 | Befolkningsutvecklingen i Boalt 1990–2010 |
| ----------------------------------------- | ----------------------------------------- | ----------------------------------------- | ----------------------------------------- | ----------------------------------------- |
|                                           |                                           |                                           |                                           |                                           |
| År                                        |                                           |                                           | Folkmängd                                 | Areal (ha)                                |
| 1990                                      | 1990                                      |                                           | 79                                        | 24#                                       |
| 1995                                      | 1995                                      |                                           | 61                                        | 24#                                       |
| 2000                                      | 2000                                      |                                           | 53                                        | 24#                                       |
| 2005                                      | 2005                                      |                                           | 60                                        | 24#                                       |
| 2010                                      | 2010                                      |                                           | 53                                        | 24#                                       |
| Anm.: Ej småort 2015. # Som småort.       |                                           |                                           |                                           |                                           |